# 가톨릭 동맹 (1609년)

가톨릭 제후연맹의 기.

가톨릭 동맹(독일어:Katholische Liga)은 기독교의 역사에서 개신교 제후동맹에 대항하여 독일의 가톨릭 제후와 도시가 결성한 연맹이다.
마르틴 루터의 종교개혁 이후 가톨릭 제후에 의해서 취해진 반종교 개혁(反動宗敎改革) 탄압에 대항하기 위해 프로테스탄트 제후와 도시는 1608년 개신교 제후동맹을 결성하였다.
이에 대해서 남독일과 라인 지방의 가톨릭 제후·도시는 바이에른 공작 막시밀리안 1세의 지도하에 1609년 7월 연맹을 결성하여 개신교와 대치하였다.
연맹은 상호 출자하여 군대를 보유하고, 30년 전쟁에서는 군사적으로 신성 로마 제국의 황제를 원조하였지만 황제가 알브레히트 폰 발렌슈타인을 기용한 후에는 그 역할이 감소되어 1648년 이전에 해산되었다.

## 참고 자료
- 이 문서에는 다음커뮤니케이션(현 카카오)에서 GFDL 또는 CC-SA 라이선스로 배포한 글로벌 세계대백과사전의 내용을 기초로 작성된 글이 포함되어 있습니다.